# 胸フェティシズム
胸フェティシズム（むねフェティシズム、英：breast fetishism）は乳房に対し著しく固着したフェティシズムのひとつ。胸フェチと呼ばれることもある。なお、乳房に限らず体の一部を対象とするフェティシズムは、部分性愛（部分愛）と総称されることもある。

## 概要
フェチであろうがなかろうが、多くの男性にとって乳房は女性のシンボルで憧れの部位となっている。この背景には他の哺乳類と異なる進化を遂げたヒトという種の特殊事情が存在するという説がある。
哺乳類であれば「乳腺」は持っている。しかし、妊娠や授乳をしなくとも常に膨らんでいる「乳房」を持つのはヒトだけである。チャールズ・ダーウィンは、メスだけに乳房が発達するのは、オスに対する性的信号を発信するためであろうと指摘した。また、デズモンド・モリスの主張によると、多くのサル類では発情期に雌の尻が色づき、これを雄に示す行動が知られているが、ヒトの祖先が二足歩行をする様になると尻での性的アピールは目立たなくなるため、胸部を大きくするという繁殖戦略を採用したとされている。彼は、ヒトの乳房の丸い形状は後ろから見た臀部を真似て進化し、さらに赤い唇は赤い陰唇の代替物であると主張している。
どのような乳房が“つぼ”であるかは個人により異なるが、例えば日本におけるアダルトゲームや成人向け漫画などにおいては、非現実的なサイズの乳房の描写が見られることがある。この際に「重力があるはずなのに下垂しないのはおかしい」「ヒトの筋力ではこの大きさの乳房を支えられない」などの問題は無視されている。これらの非現実的な乳房は「爆乳」・「超乳」などと呼ばれ、萌え属性の一種とみなされている。「貧乳」なども萌え属性の一種である。
女性が走る、縄跳びをするなどの行為を行うと乳房は跳ね回るが（乳揺れ）、この現象に対するフェティシズムも存在する。